# Opisthoxia gloriosa
Opisthoxia gloriosa är en fjärilsart som beskrevs av Max Joseph Bastelberger 1909. Opisthoxia gloriosa ingår i släktet Opisthoxia och familjen mätare. Inga underarter finns listade i Catalogue of Life.